# Тросница (Полоцкий район)
Тросница (бел. Тро́сніца) — деревня в Полоцком районе Витебской области Республики Беларусь. Входит в состав Солоникского сельсовета.

## География
Ближайшие населённые пункты Беловодка, Богатырская, Горовые, Ореховичи,  Солоники и др.

### Гидрография
Протекает река Тросница.

## История
В 1906 году в Струнской волости Полоцкого уезда Витебской губернии.
В 1926—1939 годах центр Солоникского сельсовета, в 1954—1960 годах центр Тросницкого сельсовета.

## Население

### Численность
- 2009 год — 268 жителей

### Динамика
- 1999 год — 310 жителей (перепись населения)
- 2009 год — 268 жителей (перепись населения)[2]

## Улицы
- Верхняя
- Нижняя
- Средняя
- Полевая
- Птицеводов
- Школьная

## Достопримечательность
- Братская могила —  Историко-культурная ценность Республики Беларусь, шифр 213Д000688.